# Comlux
Comlux ist ein Luftfahrtunternehmen mit Sitz in der Schweiz und Hauptsitz in Zürich. Es bietet Dienstleistungen in den Bereichen Flugzeugbetrieb und Chartermanagement, Flugzeugverkauf und -erwerb, Wartung und Upgrades an.

## Comlux Aviation
Comlux Aviation bietet VIP-Kunden Flugzeugbetriebs- und Managementdienste an. Comlux operiert kommerziell unter vier Luftbetreiberzeugnissen (AOC): 9H Malta, P4 Aruba, UP Kasachstan und T7 San Marino. Handelsniederlassungen von Comlux Aviation befinden sich in Zürich, Moskau, Almaty und Hongkong. OneAbove by Comlux bietet VIP-Charter mit der Comlux-Aviation-Flotte und ihren Netzwerken akkreditierter weltweiter Betreiber.

## Flotte

### Aktuelle Flotte
Die Flotte der Comlux Aviation besteht (Stand: 10. Januar 2023) aus zwölf Flugzeugen mit einem Durchschnittsalter von 13 Jahren.
| Flugzeugtyp             | aktiv | bestellt | Anmerkungen | Sitzplätze | Durchschnittsalter |
| ----------------------- | ----- | -------- | ----------- | ---------- | ------------------ |
| Airbus A220-100         | 01    |          | inaktiv     | VIP        | 0,3 Jahre          |
| Airbus A319CJ           | 02    |          |             | VIP        | 13,3 Jahre         |
| Airbus A320neo          | 02    |          |             | VIP        | 3,3 Jahre          |
| Airbus A330-200         | 01    |          |             | VIP        | 21,0 Jahre         |
| Boeing 737-500          | 01    |          |             | VIP        | 32,1 Jahren        |
| Boeing 767-200          | 01    |          |             | VIP        | 21,2 Jahren        |
| Boeing 787-8 Dreamliner | 01    |          |             | (32/205)   | 9,5 Jahren         |
| Bombardier CRJ-200      | 01    |          |             | VIP        | 17,3 Jahren        |
| Embraer ERJ-135         | 02    |          |             | VIP        | 11,0 Jahren        |
| Gesamt                  | 12    | –        |             |            | 13,0 Jahren        |

### Ehemalige Flugzeugtypen
- Airbus A320-200
- Boeing 777-200LR
- Bombardier Challenger 605
- Bombardier Challenger 850
- Bombardier Global 6000
- Embraer Lineage 1000
- Pilatus PC-24
- Suchoi Superjet 100-95

## Comlux Aruba
Comlux Aruba N.V. ist eine Fluggesellschaft mit Sitz in Oranjestad (Aruba) und Basis auf dem Aeropuerto Internacional Reina Beatrix.

### Aktuelle Flotte
Die Flotte der Comlux Aruba besteht mit Stand Juli 2022 aus drei Flugzeugen mit einem Durchschnittsalter von 16,8 Jahren.
| Flugzeugtyp             | aktiv | bestellt | Anmerkungen | Sitzplätze | Durchschnittsalter |
| ----------------------- | ----- | -------- | ----------- | ---------- | ------------------ |
| Bombardier CRJ-200      | 1     |          |             | VIP        | 16,8 Jahre         |
| Boeing 767-200          | 1     |          |             | VIP        | 20,7 Jahren        |
| Boeing 787-8 Dreamliner | 1     |          |             | (32/205)   | 9,5 Jahren         |
| Gesamt                  | 3     | –        |             |            | 16,8 Jahren        |

## Comlux Kazakhstan
JSC Comlux KZ, ist eine kasachische Fluggesellschaft mit Sitz in Almaty und Basis auf dem Flughafen Almaty.

### Flotte

#### Aktuelle Flotte
Die Flotte der Comlux KZ besteht mit Stand April 2022 aus vier Flugzeugen mit einem Durchschnittsalter von 11,5 Jahren.
| Flugzeugtyp            | aktiv | bestellt | Anmerkungen | Sitzplätze | Durchschnittsalter |
| ---------------------- | ----- | -------- | ----------- | ---------- | ------------------ |
| Airbus A319-100        | 1     |          |             | VIP        | 12,8 Jahre         |
| Embraer ERJ-135        | 2     |          |             | VIP        | 10,5 Jahren        |
| Sukhoi Superjet 100-95 | 1     |          |             | VIP        | 8,3 Jahren         |
| Gesamt                 | 4     | –        |             |            | 11,5 Jahren        |

#### Ehemalige Flugzeugtypen
- Bombardier Global Express XRS

## Comlux Malta
Comlux Malta Limited ist eine maltesische Fluggesellschaft mit Sitz in Ta' Xbiex und Basis am Flughafen Malta.

### Flotte

#### Aktuelle Flotte
Die Flotte der Comlux Malta besteht mit Stand April 2025 aus sechs Flugzeugen mit einem Durchschnittsalter von 12,4 Jahren.
| Flugzeugtyp               | aktiv | bestellt | Anmerkungen                      | Sitzplätze | Durchschnittsalter |
| ------------------------- | ----- | -------- | -------------------------------- | ---------- | ------------------ |
| Airbus A220 ACJ TwoTwenty | 2     |          | einer inaktiv                    | VIP        | 02,1 Jahre         |
| Airbus A319 ACJ           | 2     |          | einer mit Sharklets ausgestattet | VIP        | 15,5 Jahre         |
| Airbus A320neo ACJ        | 1     |          |                                  | VIP        | 04,9 Jahren        |
| Boeing 737-500            | 1     |          |                                  | VIP        | 34,3 Jahren        |
| Gesamt                    | 6     | -        |                                  |            | 12,4 Jahren        |

#### Ehemalige Flugzeugtypen
- Airbus A320-200
- Airbus A330-200
- Bombardier CRJ-200
- Embraer ERJ-190
- Sukhoi Superjet 100-95